# Vetro di Darwin
Il vetro di Darwin, nella dizione inglese Darwin glass, è un'impattite che si trova in alcune aree della costa occidentale dell'isola di Tasmania in Australia. 

## Descrizione
Il nome deriva dal cratere Darwin, un cratere che si ritiene originato da un impatto meteorico che avrebbe generato anche il vetro di Darwin. Il vetro di Darwin è stato trovato su un'area di 410 km², nelle parti inferiori dei rilievi si trova mischiato a quarzite in mezzo alla torba, nelle parti superiori dei rilievi a volte il vetro di Darwin si presenta in superficie: il vetro di Darwin è raramente rinvenibile nel cratere Darwin, invece lo si può trovare a Nord, Ovest e Sud del cratere. 
Il cratere di Darwin è situato alle coordinate 42°18′39″S 145°39′41″E: si presenta come una depressione topografica riempita di sedimenti e brecce per uno spessore di oltre 100 metri: l'impatto che lo ha generato dovrebbe aver sprigionato circa 20 megatoni di energia ed essere stato causato da un meteorite di circa 50 metri di diametro.
Da campionamenti fatti in varie aree si è visto che il vetro di Darwin arriva in certe zone fino a 500 Tn per km²: una quantità di materiale vetroso superiore a quella usualmente prodotta durante la formazione di un cratere d'impatto di dimensioni similari al cratere Darwin, la conservazione del vetro è aiutata dalla presenza di acqua acida nel suolo che non dissolve il vetro, ma questo non spiega la grande quantità di vetro, di conseguenza si ritiene che per motivi non ancora spiegati l'impatto in questo caso abbia prodotto vetro in quantità superiore all'usuale per un evento di tale dimensione.
Il vetro di Darwin può presentarsi di tre colori: nero, verde scuro, bianco, usualmente si presenta in masse, frammenti o schegge di dimensioni fino a 10 cm, a volte al suo interno sono presenti bolle ellittiche disposte a collana. Il vetro di Darwin si può suddividere in due diversi tipi in base alla composizione, il tipo chiamato I  e il tipo chiamato II. 
Il tipo I normalmente è di colore bianco o verde, il tipo II è di colore verde scuro o nero. Il tipo I contiene più silicio e meno magnesio e ferro del tipo II: il tipo II è arricchito in cromo, nichel e cobalto. Una spiegazione delle differenze chimiche tra i due tipi di vetro potrebbe essere che il tipo II, oltre a essere costituito da rocce metamorfiche terrestri fuse dall'impatto come il tipo I, sia costituito in parte anche dal materiale che componeva il meteorite. Il vetro di Darwin in base alla datazione fatta usando il metodo dell'argon ha 816.000 anni ± 7.000 anni.